# 咬住哥
咬住哥，灭里乞氏，元朝官员。
他是只儿哈郎的孙子，禿魯不花的儿子。官至嘉议大夫、西域亲军都指挥使司达鲁花赤。元仁宗皇庆二年（1313年），进升为通议大夫。元英宗至治三年（1323年），改授同知典院院使。兼前职。元文宗天历元年（1328年），有战功。天历三年（1330年），授云需总管府达鲁花赤。